# Kościół św. Floriana w Zawadzie
Kościół św. Floriana – rzymskokatolicki kościół parafialny w Zawadzie. Świątynia należy do parafii św. Floriana w Zawadzie w dekanacie Siołkowice, diecezji opolskiej.

## Historia kościoła
Budowę kościoła rozpoczęła się w 1982 roku, którą zakończono w 1994 roku. 
Budowniczym kościoła i pierwszym proboszczem parafii był ksiądz Henryk Cieślik, który zmarł 2 listopada 2015 roku. 
Obecnie proboszczem jest ks. Mariusz Sobek.
Na dzwonnicy wiszą trzy dzwony, ufundowane przez parafian oraz Rudolfa i Krystę Moczko z Monachium. Noszą imiona: św. Henryk, św. Rodzina i św. Florian. Zostały odlane w Odlewni Dzwonów Janusza Felczyńskiego w Przemyślu.